# Ras Laffan
La ciudad industrial de Ras Laffan (árabe: راس لفان , romanizado:  Ra's Lafān ) es un centro industrial ubicado a 80 kilómetros al norte de Doha, Catar. Es administrado por Qatar Petroleum.
Ras Laffan Industrial City es el sitio principal de Catar para la producción de gas natural licuado y conversión de gas a líquido. Alberga, entre otras, las plantas ORYX GTL y Pearl GTL, las plantas Qatargas y RasGas LNG, la planta de procesamiento de gas Dolphin, la refinería Laffan y las plantas integradas de agua y energía Ras Laffan A, B y C. Con un área de agua cerrada de aproximadamente 4.500 hectáreas, el puerto de Ras Laffan es el puerto artificial más grande del mundo y contiene la instalación de exportación de GNL más grande del mundo.

## Historia

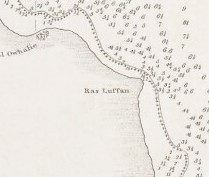
Un mapa de 1824 que muestra la ubicación de un sitio denominado Ras Laffan.

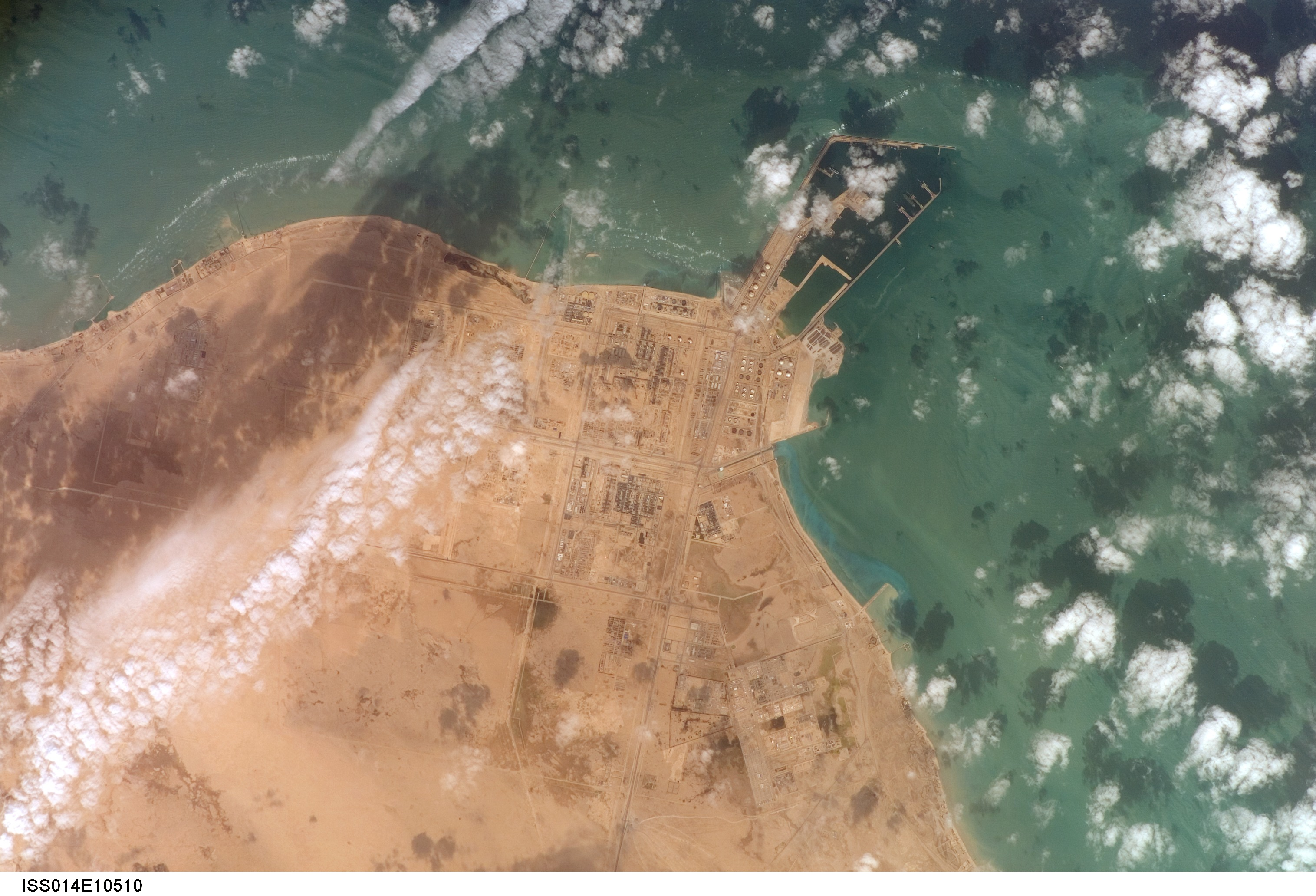
Imágenes de satélite de Ras Laffan en 2006

El texto en inglés más antiguo conocido para describir a Ras Laffan se encontraba en el libro de 1890 The Persian Gulf Pilot, publicado por el Departamento Hidrográfico de Gran Bretaña. Este relata solo características geográficas, lo que infiere que el área no estaba poblada en ese momento. En una transcripción de principios de 1904 del Nomenclátor del Golfo Pérsico, Omán y Arabia Central por John G. Lorimer, se menciona que un banco de perlas conocido como Umm Al Shebh se encuentra frente a la costa de Ras Laffan, aunque Lorimer proporciona ninguna descripción de Ras Laffan en sí.
Como ciudad industrial, la construcción de Ras Laffan dio comienzo en 1996. El propósito de su fundación fue albergar instalaciones petroquímicas para el gas natural obtenido en North Field. El Campo Norte, encontrado en 1971, es el campo de gas natural más grande del mundo, ocupando un área costa afuera de aproximadamente 6,000 kilómetros cuadrados; más de la mitad del tamaño del Estado de Catar. North Field contiene más de 900 billones de tcsf de gas recuperable.
La comisión de Ras Laffan en 1996 marca la fecha de finalización de la primera planta de gas natural licuado (GNL) de la ciudad para convertir el gas natural obtenido de North Field en GNL. Al principio, se estimó que solo se necesitarían 106 kilómetros cuadrados para operaciones industriales. Sin embargo, en 2004, esta cifra aumentó más que drásticamente, a 296 kilómetros cuadrados.
En marzo de 2011, la ciudad firmó un memorando de entendimiento con el puerto de Róterdam con motivo de una visita oficial de la reina Beatriz a Catar.
Qatargas anunció en mayo de 2019 que la terminal Ras Laffan de la compañía recibió su envío número 10,000 no relacionado con GNL.